# Patiāli
Patiāli är en ort i Indien.   Den ligger i delstaten Uttar Pradesh, i den norra delen av landet, 200 km sydost om huvudstaden New Delhi. Patiāli ligger 172 meter över havet och antalet invånare är 13 515.
Terrängen runt Patiāli är mycket platt. Runt Patiāli är det tätbefolkat, med 530 invånare per kvadratkilometer. Närmaste större samhälle är Ganj Dundwāra, 7,3 km nordväst om Patiāli. Trakten runt Patiāli består till största delen av jordbruksmark.